# Point de vente
Pour le magazine professionnel français, voir Points de vente.

Exemple de points de vente (caisses du supermarché Yonghui dans le district chinois de Tongzhou, à proximité de Pékin)

Un point de vente (en abrégé PDV) (ou lieu de vente, ou espace de vente) est un lieu spécifiquement organisé en vue de recevoir un public et de lui proposer une offre de biens et/ou de services. Ceci en vue de réaliser dans les meilleures conditions toutes opérations de promotion et de vente associées.
L'évolution des pratiques oblige aujourd'hui :
- d'avoir une conception élargie de la notion de point de vente[1]. Outre les points de vente du commerce classique, font aujourd'hui aussi partie des points de vente :
  - des lieux matériels comme les réseaux des agences bancaires, des compagnies d'assurance, des opérateurs téléphoniques, des gares SNCF, etc.
  - des lieux virtuels comme les sites en ligne pilotés par des opérateurs commerciaux ou les producteurs désireux de développer des relations directes avec leur clientèle.
- de ne pas ignorer l'existence du Commerce non sédentaire ainsi que l'importance croissante des pratiques commerciales effectuées :
  - en l'absence de point de vente : Vente directe, Vente par Correspondance (VPC), Commerce en ligne...
  - avec des points de vente minimalistes : Points de vente « Drive », Distributeurs automatiques...

## Généralités
Plusieurs dimensions sont à prendre en compte pour la gestion opérationnelle courante du point de vente, mais aussi à l'occasion de sa création, de son extension ou de sa revente.

### Caractéristiques basiques du point de vente
Selon U. Brassart et JM Panazol, trois types de caractéristiques définissent un point de vente particulier :
1. Un concept, soit « la description générale des principaux éléments qui le caractérisent : Type du point de vente, enseigne, offre-produits, cible visée, méthode de vente, positionnement, architecture extérieure et intérieure ».
2. Une zone de chalandise, soit « la zone territoriale au sein de laquelle se trouve la majorité, sinon la totalité de la clientèle du point de vente ».
3. Un personnel, comprenant des personnes au contact direct de la clientèle ou en position d'arrière plan où elles contribuent à l'organisation et à la réalisation des prestations du point de vente.

### Localisation du point de vente
- L'emplacement d'un point de vente est l'un des facteurs-clé de son succès. Sauf pour les points de vente distribuant des produits ou des services de première nécessité, la performance d'un point de vente dépend :
  - de la zone de chalandise permise par cette localisation.
  - du fait que le voisinage d'autres points de vente (rue commerçante, rue passante, rue piétonne, marché, halles, etc.) accentue son attractivité.
  - ou de l'existence à proximité de lieux plutôt fréquentés (par ex. : gare, équipement public, station de métro, site touristique, etc.).
- Certains regroupements de points de vente peuvent être organisés pour maximiser l'attractivité et la fréquentation :
  - Centre commercial régional ou de proximité : réunion de plusieurs points de vente (de 20 à 200) autour d'une ou de plusieurs "locomotives" (grandes surfaces, hypermarché, grand magasin...).
  - Galerie marchande : allée marchande réservée aux piétons et leur facilitant l'accès aux magasins s'ouvrant sur cette allée.

## Typologie détaillée
Les PDV sont classés en fonction de leur taille et de leur offre.

### Points de vente à dominante alimentaire

#### Commerce de proximité issus de l'artisanat
surface de vente inférieure à 100 m2
offre spécialisée : assortiment très spécialisé, prix peu concurrentiel
ex : Boucherie, Boulangerie

#### Épicerie
surface de vente inférieure à 120 m2
offre généraliste : Propose tout type de produits à prix non concurrentiel
ex : Proxi

#### Convenience Store
surface de vente inférieure à 120 m2
offre généraliste : Situé sur des lieux de passage proposant un assortiment restreint, large et superficiel
ex : Total Acess

#### Supérette
surface de vente entre 120 m2 et 400 m2
offre généraliste : Propose tout type de produits à prix non concurrentiel
ex : Carrefour City, Carrefour Contact

#### Supermarché
surface de vente comprise entre 400 m2 et 2 499 m2
offre généraliste : assortiment ample, large et peu profond
ex : Intermarché, Super U

#### Hypermarché
surface de vente égale ou supérieure à 2 500 m2, la limite est environ 10 000m²
offre multispécialiste : assortiment ample, large et profond
ex : Carrefour, Géant Casino, Auchan

#### Maxidiscomptes/Hard Discount
surface de vente entre 600 m2 et 800 m2
offre multispécialiste : Politique de prix bas assortiment ample, large et profond
ex : Netto, Lidl, Aldi

#### Magasin multi-commerce
surface de vente entre 400 m2 et 2 499 m2
offre multispécialiste : Non spécialisé disposant de multiples rayons dont la vente alimentaire représente 1/3 à 2/3 de ses ventes.
ex : Monoprix

### Points de vente à dominante non alimentaire

#### Commerce de proximité issus de l'artisanat
surface de vente inférieure à 100 m2
offre spécialisée : assortiment très spécialisé et prix peu concurrentiel
ex : Bijouterie

#### Boutique
surface de vente inférieur à 400 m2
offre spécialisée : assortiment restreint, large et superficiel
ex : Bonobo, Micromania, Celio

#### GSS (Grandes Surfaces Spécialisées)
surface de vente supérieur à 400 m2 souvent supérieur à 2 000 m2
offre multispécialiste : assortiment restreint, large et profond
ex : Darty, PicWicToys

#### GSM (Grandes Surfaces Multispécialisées)
surface de vente supérieur à 400 m2
offre multispécialiste : assortiment ample, large et profond
ex : Leroy Merlin, But

#### Category Killers
surface de vente supérieure à 400 m2
offre spécialisée : Assortiment plus large que celui de la concurrence en place, avec une politique de prix bas
ex: Kiabi, Centrakor

### Autres «lieux de vente»

#### Commerce non sédentaire
démarchage
Commerce en ligne
Salon (événementiel)
Système de Troc ou d'échange solidaire
Vente à domicile
Vente à la sauvette
Vente ambulante
Vente aux enchères
Vente en tournée

#### Autres modes de vente
Dépôt-vente
Foire (économie)
Magasin d'usine
Magasin d'usines
Marché aux puces
Magasin de soldes
Vente à emporter
Vente à la ferme
Vente en laisser sur place
Vente directe
Vente à la criée
Village de marques

## Performance du Point de Vente
La performance d'un point de vente se calcule généralement par:
- les ventes au pied carré ou au mètre carré
- les marges au pied carré ou au mètre carré
- les ventes à l'heure par vendeur
- les ventes par jour par vendeur

## Organisation du Point de Vente

### Terminal de point de vente
On désigne par terminal de point de vente un ensemble comprenant une base PC équipée d'un système d'exploitation et de logiciels de gestion de commerce (restaurant, caisse, stock, etc.), relié à une caisse automatique guidée par logiciel et une imprimante thermique à tickets.

### Logiciel de gestion de point de vente
On trouve divers logiciels pour la gestion de points de vente ; parmi les logiciels libres, on peut citer Pastèque.